# Arrondissement de Lectoure
L'arrondissement de Lectoure est une ancienne division administrative française, située dans le département du Gers. Il fut créé le 17 février 1800 et supprimé le 10 septembre 1926. Les cantons revinrent à l'arrondissement de Condom.

## Composition
Il comprenait les cantons de Fleurance, Lectoure, Mauvezin, Miradoux et Saint-Clar.

## Sous-préfets
De 1800 à 1926, trente-trois sous-préfets se succèdent à Lectoure.
Consulat et Empire :
- Le premier sous-préfet, en 1800, est Arnaud Junqua, né à Lectoure. Il quitte cette fonction en 1814.

Première Restauration :
- De Miègeville (1814) ;

Cent-Jours :
- Pierre Soubdès[1] (1815) ;

Seconde Restauration :
- De Miègeville (1815) ;
- De Caravel (1818) ;
- De Lastic-Saint-Jal (1820) ;
- De Luscan (1825) ;

Monarchie de Juillet :
- Jean-Baptiste Masson, le deuxième Lectourois nommé sous-préfet dans sa ville (1830-1842). Auteur d’une importante Statistique de l'arrondissement de Lectoure en 1838 ;
- Réal (1842) ;
- Alexis Bailleux de Marisy : 20 mai 1843 ;
- Marie Louis Césaire de Lassus de Saint-Geniès, né à Metz (Moselle), mort à Saint-Geniès-Bellevue (Haute-Garonne) : décembre 1847, démissionnaire en février 1848 ;

IIe République :
- Pierre Achille Carbonneau : 1848 ; puis Baudéan et Baralhé ;

Second Empire :
- Frédéric Béchard (1824-1898) : 1849 ; puis Montaubin
- Lacoste (1850) ;
- Mouton-Duvernet (1860) ;
- De Croze (1862) ;

IIIe République :
- Duprom (1870) ;
- Léonce Castarède (1870), républicain actif, tient la sous-préfecture pendant 15 ans, avec une interruption entre 1873 et 1877, pendant la présidence de Mac-Mahon.
- Michel (1873) ;
- Carle (1877), puis Fomiet de Saint-Lary, puis Castarède ;
- Jean-Baptiste Charles Dupré : 1889. Ce sous-préfet est à l’origine d’une célèbre légende lectouroise. Lassé d’entendre à longueur de journée sous ses fenêtres les exercices de Polycarpe Sourbès, joueur de clarinette à l’Harmonie municipale, il lui interdisit d’émettre le moindre son. Polycarpe se vengea en 1895 en faisant exhausser d’un étage sa maison, perturbant ainsi la vue du sous-préfet, et orna cette maison d’un abondant décor de clarinettes, la maison étant baptisée Castet de las Clarinetos (« château des clarinettes »).
- Paul Théodore Joseph Colette : 1897 ;
- Georges Louis Joseph Dutois : 1900 ;
- Gabriel Alexis Desbats : 1901 ;
- Roger Bertrand Auguste Baile : 1905 ;
- Henri Victor Jules Prulhière : 1920 ;
- Pelletier (1921), le dernier sous-préfet, malgré son action et les démarches des élus, ne sauvera pas l’arrondissement.